# Asplenium gjellerupii
Asplenium gjellerupii är en svartbräkenväxtart som beskrevs av Cornelis Rugier Willem Karel van Alderwerelt van Rosenburgh. Asplenium gjellerupii ingår i släktet Asplenium och familjen Aspleniaceae. Inga underarter finns listade.